# モンロー郡 (ミズーリ州)
座標: 北緯39度50分 西経92度00分 / 北緯39.833度 西経92.000度
モンロー郡（英: Monroe County）は、アメリカ合衆国ミズーリ州にある郡。1831年に組織され、郡名はアメリカ合衆国大統領だったジェームズ・モンローに因んで名づけられた。
2005年の推定人口は9,379人で、郡庁所在地はパリス（Paris）である。

## 歴史
モンロー郡は、テネシー州やケンタッキー州など、アップランドサウス出身の人々が多く住みついたミズーリ川沿いの場所だった。彼らの多くは奴隷とその所有者で、この土地にアップランドサウス特有の文化や建築様式をもたらした。また、後に中部テネシーやケンタッキーではこの地域をまねて麻やタバコが栽培された。
モンロー郡はリトル・ディクシー（ミズーリ州の一地域）の中心部になっている。

## 地理
アメリカ合衆国国勢調査局によると、この郡は総面積1,736 km2 （670 mi2）である。このうち1,673 km2 （646 mi2）が陸地で、63 km2 （24 mi2）が水域である。総面積の3.62%が水域となっている。

### 隣接する郡
- シェルビー郡（北）
- マリオン郡（北東）
- ラルズ郡（東）
- アウドレイン郡（南）
- ランドルフ郡（西）

### 幹線道路
- 国道24号線
- 州道15号線
- 州道107号線
- 州道151号線

## 人口動静

2000年国勢調査時のモンロー郡の人口ピラミッド

2000年現在の国勢調査で、この郡は9,311人、3,656世帯、及び2,566家族が暮らしている。人口密度は6/km2 （14/mi2）で、3/km2 （7/mi2）の平均的な密度に4,565軒の住居が建っている。この郡の人種的構成は白人94.66%、黒人（アフリカ系）3.83%、先住民0.41%、アジア系0.12%、太平洋諸島系0.03%、その他の人種0.16%、及び混血0.78%で、人口の0.56%がヒスパニックまたはラテン系である。住民のうち24.7%がドイツ系、23.2%がアメリカ系、14.2%がイングランド系、11.8%がアイルランド系移民の子孫である。
3,656世帯のうち、31.60%は18歳未満の子供と暮らしており、59.10%は夫婦で生活している。7.70%は未婚の女性が世帯主であり、29.80%は家族以外の住人と同居している。26.50%は独身の人が住んでおり、12.90%は65歳以上の独居老人である。1世帯あたりの平均人数は2.50人であり、家庭の場合は3.02人である。
郡内の住民は25.90%が18歳未満の未成年、18歳以上24歳以下が7.30%、25歳以上44歳以下が25.00%、45歳以上64歳以下が24.20%、及び65歳以上が17.60%にわたっている。中央値年齢は39歳である。女性100人に対して男性は96.40人いて、18歳以上の女性100人に対しては男性は93.10人いる。
この郡の世帯ごとの平均的な収入は30,871米ドルであり、家族ごとでは36,895米ドルである。男性の26,534米ドルに対して女性は20,440米ドルの平均的な収入がある。この郡の一人当たりの収入（per capita income）は14,695米ドルである。人口の11.90%及び家族の8.30%は貧困線以下である。18歳未満の14.00%及び65歳以上の10.30%は貧困線以下の生活を送っている。

## 都市および町
（括弧内の数字は2000年時の人口）
- フロリダ（en:Florida, Missouri 9）
- ホリデイ（en:Holliday, Missouri 129）
- マディソン（en:Madison, Missouri 586）
- モンロー・シティ（en:Monroe City, Missouri 2,588）マリオン郡、ラルズ郡にもまたがる
- パリス（en:Paris, Missouri 1,529）
- サンタ・フェ（en:Santa Fe, Missouri）
- スタウツヴィル（en:Stoutsville, Missouri 44）